# Pierre de Vielle-Bride

Pierre de Vielle-Bride
Kupferstich um 1725

Großmeisterwappen von Pierre de Vielle-Bride

Pierre de Vielle-Bride, auch Pierre de Villebride, Pierre de Vieille-Brioude, Petrus Villebridanus, Petrus de Wluebride (* um 1200; † um 1253 in Margat, Syrien) war von 1239/40 bis 1242 der 18. Großmeister des Johanniterordens.
Er stammt aus der Herrschaft Vieille-Brioude im Süden der Auvergne. Im Februar 1217 ist er im Heiligen Land im Umfeld des Großmeisters Garin de Montaigu nachweisbar, der ebenfalls aus der Auvergne stammte. Nachdem der Großmeister Bertrand de Comps 1239 gestorben war, wurde er 1239 oder 1240 dessen Nachfolger. In den ersten Monaten seiner Amtszeit hielt er sich in der Ordensburg Margat auf, von wo er den Kampf des Ordens gegen den Sultan von Aleppo koordinierte.
Während des Kreuzzugs der Barone schloss er 1240 ein Neutralitätsabkommen mit dem Sultan von Kairo, as-Salih Ayyub, gegen dessen Onkel und Rivalen as-Salih Ismail, den Sultan von Damaskus, und erhielt dafür einige Ländereien einschließlich Askalon. Er trat damit in Rivalität zum Templerordens, der wiederum ein Bündnis mit as-Salih Ismail geschlossen hatten und von diesem Ländereien und Burgen in Galiläa erhielten. Beiden Seiten gelang es schließlich Neutralität zu wahren und die erhaltenen Ländereien zu behalten.
Anscheinend ist er bereits 1242 als Großmeister zurückgetreten, woraufhin Guillaume de Chateauneuf sein Nachfolger wurde.
1244 stellte sich das Heer des Ordens zusammen mit den dem Heer der Kreuzfahrerstaaten sowie Verbündeten einem Heer des Sultans von Kairo, das von choresmischen Freischärlern verstärkt wurden. Die folgende Schlacht von La Forbie endete in einem Fiasko, nur 16 Johanniterritter konnten sich durch Flucht vom Schlachtfeld retten. Auch Pierre geriet vermutlich in Gefangenschaft.
Er starb um 1253, vermutlich in Margat. Er wurde in der Grabkapelle der Johanniskirche der Johanniterkommende Akkon begraben. Die Grabinschrift nennt als Todesdatum XV Tage vor den Kalenden des Oktobers MCCXLII, also 17. September 1242. In einer Urkunde des Ordens aus dem Jahr 1253 ist ein Pierre de Vielle-Bride als einfacher Zeuge erwähnt.